# Baia di Cratete
La baia di Cratete (in inglese Crates Bay) è una baia lunga 6 km e larga 8, situata sulla costa di Graham, nella parte occidentale della Terra di Graham, in Antartide. La baia si trova in particolare sulla costa nordorientale della penisola Stresher ed è delimitata a sud-est da punta Starmen e a nord-ovest dal picco Lens. All'interno della baia, che si è rivelata a causa del ritiro dei ghiacciai avvenuto negli ultimi tre decenni del ventesimo secolo, è presente l'isola Conway.

## Storia
La baia di Cratete è stata così battezzata dalla Commissione bulgara per i toponimi antartici in onore di Cratete di Mallo, il filosofo greco vissuto nel secondo secolo avanti Cristo che, su quella che è una delle prime mappe rappresentanti la Terra, rappresentò la terra polare meridionale immaginata da Aristotele come due aree distinte. 